# سنبل بیابان
سنبل بیابان (نام علمی: Cistanche tubulosa) نام یک گونه از سرده گل جالیزی است.